# Tablino

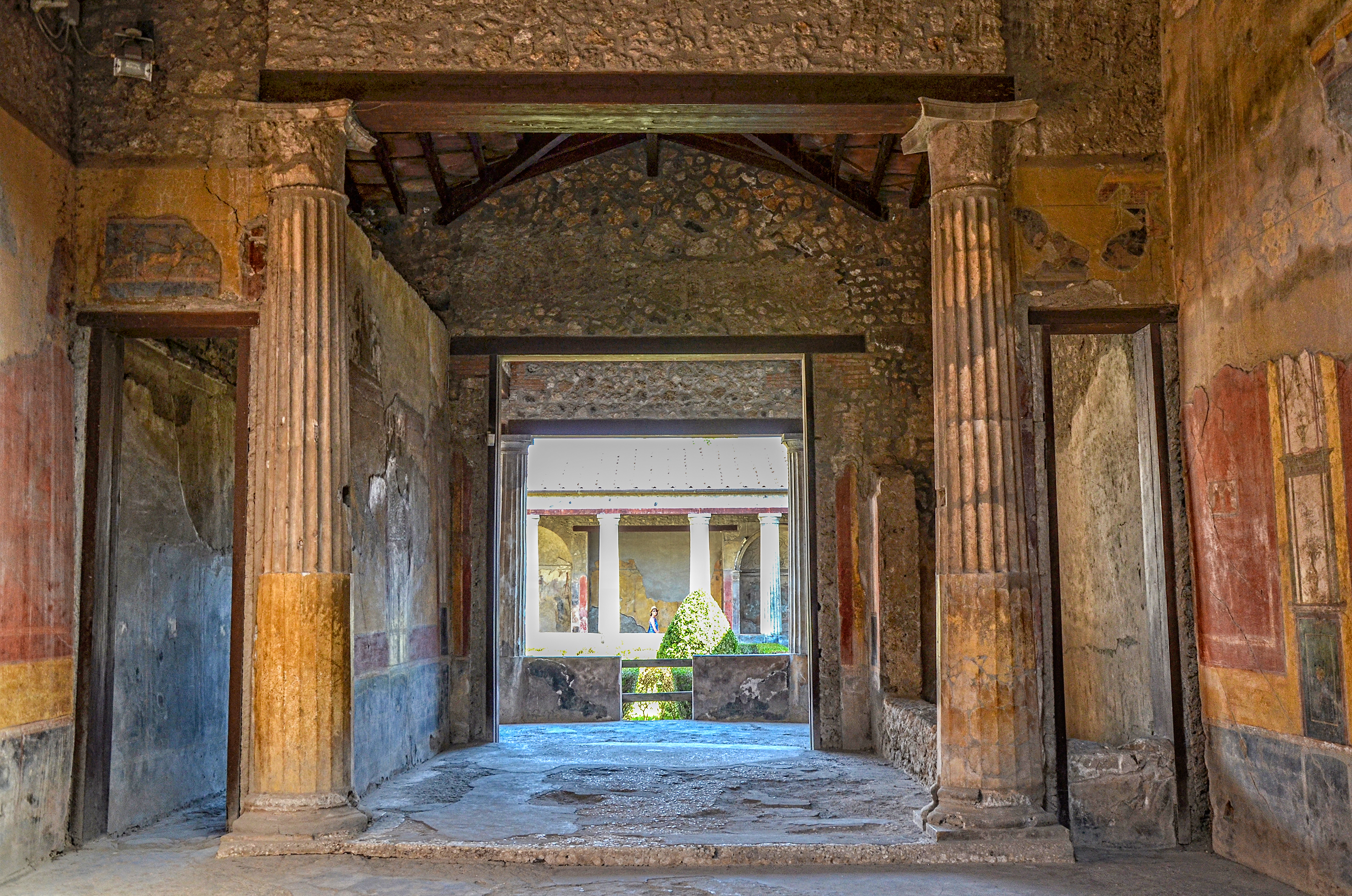
Tablino della casa del Menandro a Pompei

Nell'antica domus romana, il tablino (tablinum in latino) era una stanza direttamente adiacente all'atrio, di solito sul lato opposto all'ingresso.
La sala era originariamente riservata al capofamiglia, il pater familias, che qui riceveva anche i suoi clientes. In seguito, fu generalmente utilizzato come sala di rappresentanza riccamente decorata. Per le famiglie nobili, qui venivano collocati i busti degli antenati.
Il tablino spesso si apriva con l'intera facciata rivolta verso l'atrio e poteva essere schermato da tende o porte di legno. Spesso anche la parete di fondo del tablino era aperta o almeno dotata di grandi finestre, in modo da creare un'impressionante linea prospettica dall'ingresso della casa attraverso l'atrio e il tablino fino al peristilio.